# Spoorlijn Achiet - Marcoing
De Spoorlijn Achiet - Marcoing was een Franse spoorlijn van Achiet-le-Grand naar Marcoing. De lijn was 33 km lang.

## Geschiedenis
De lijn werd aangelegd door de Compagnie u chemin de fer d'Achiet à Bapaume en in drie gedeeltes geopend, van Achiet tot Bapaume op 8 mei 1871, van Bapaume tot Havrincourt op 1 december 1877 en van Havrincourt tot Marcoing op 10 maart 1878. Reizigersverkeer werd gestaakt op 25 september 1966. In 1966 werd het gedeelte tussen Bapaume en Marcoing stilgelegd, in 2010 werd ook het laatste gedeelte tussen Achiet en Bapaume gesloten. 

## Aansluitingen
In de volgende plaatsen is of was er een aansluiting op de volgende spoorlijnen:
Achiet
RFN 272 000, spoorlijn tussen Paris-Nord en Lille
Frémicourt
lijn tussen Frémicourt en Quéant
Vélu
lijn tussen Vélu-Bertincourt en Saint-Quentin
aansluiting Bailly
RFN 259 000, spoorlijn tussen Saint-Just-en-Chaussée en Douai

## Galerij

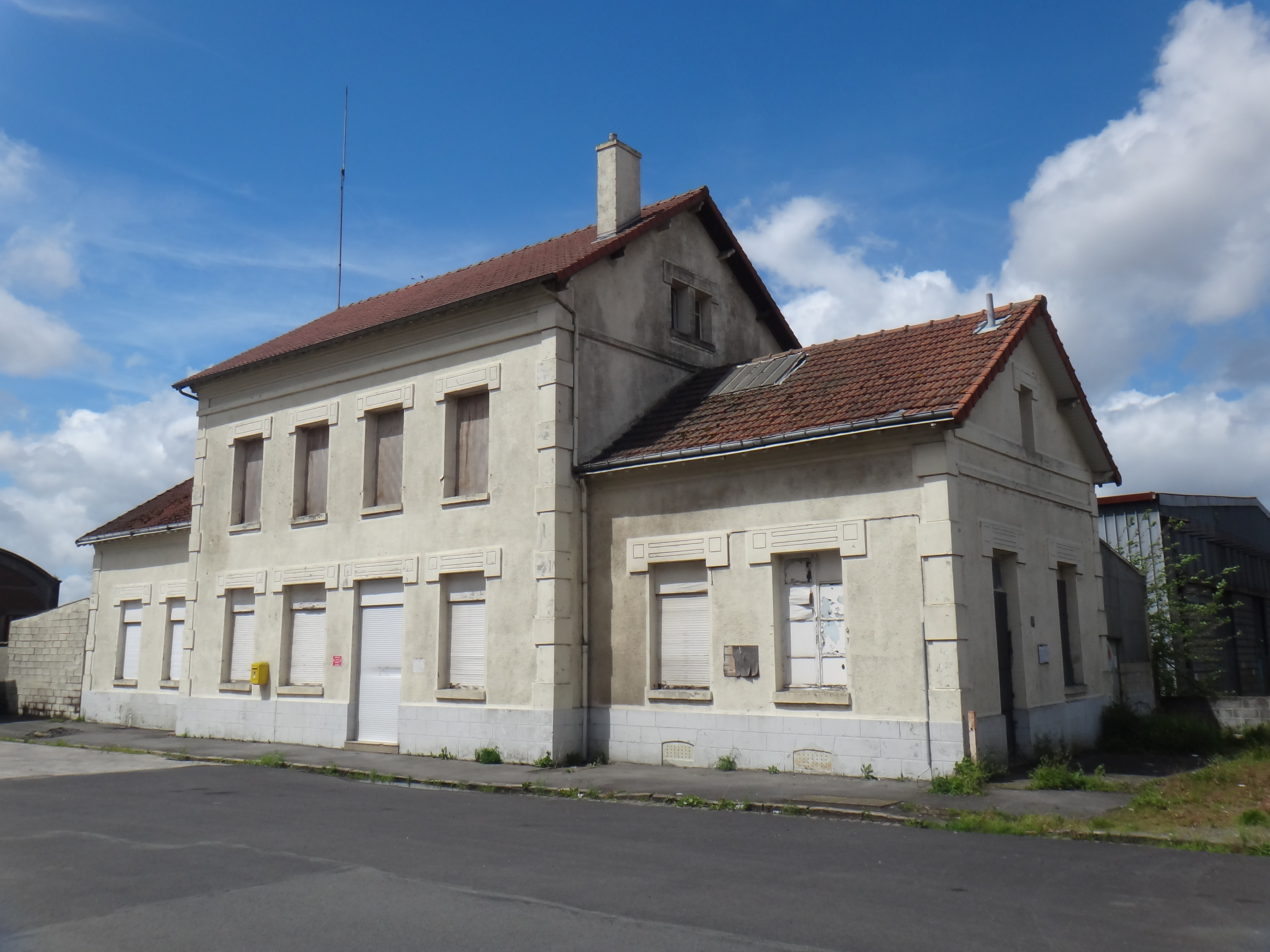
Voormalig station van Bapaume in 2014
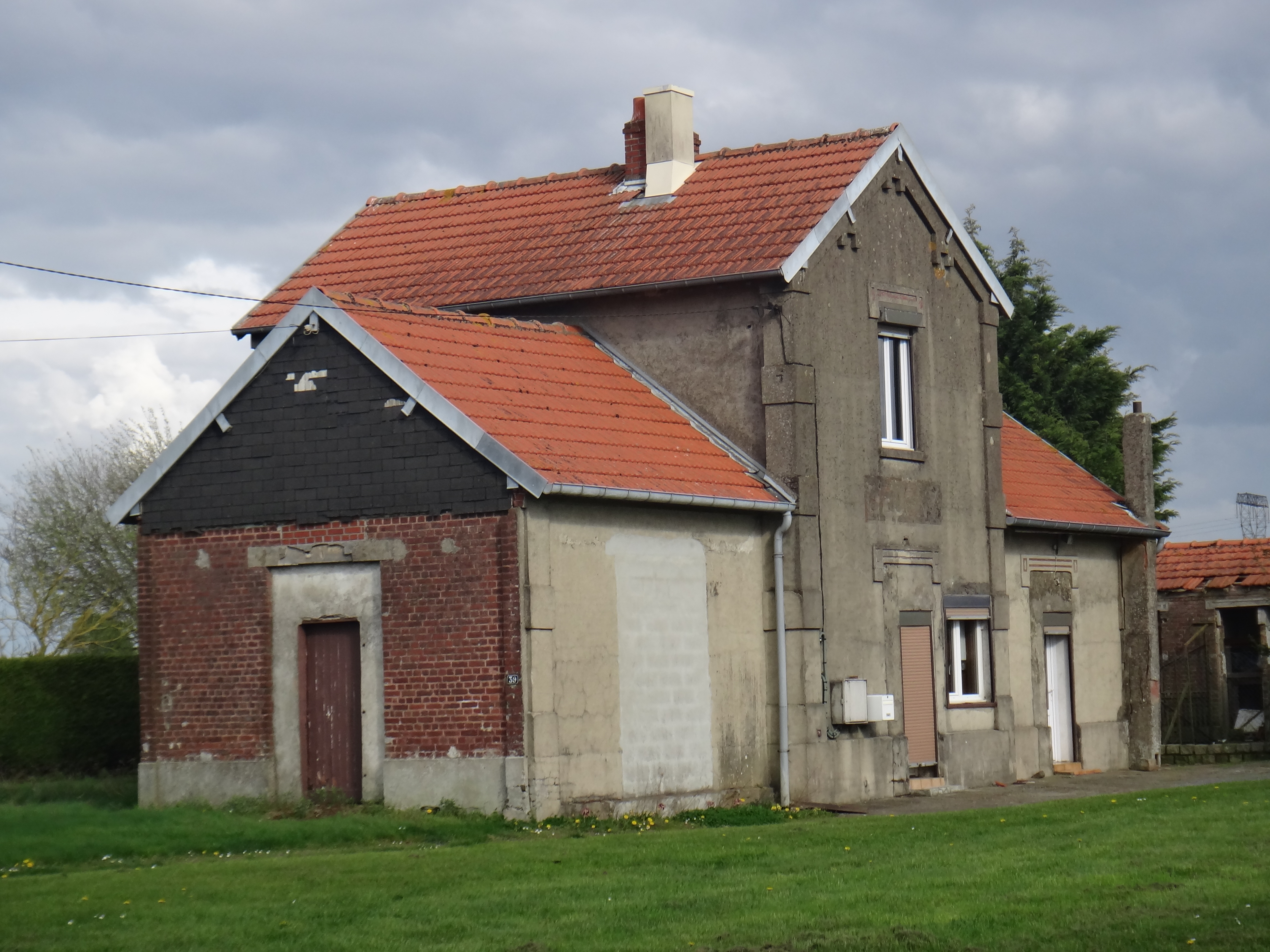
Voormalig station van Beugny in 2017